# Birkenia elegans
Birkenia là một chi cá không hàm tuyệt chủng từ kỷ Silur muộn - kỷ Devon sớm ở Châu Âu. Loài này đạt đến chiều dài 10 cm (4 inch).

## Hình ảnh

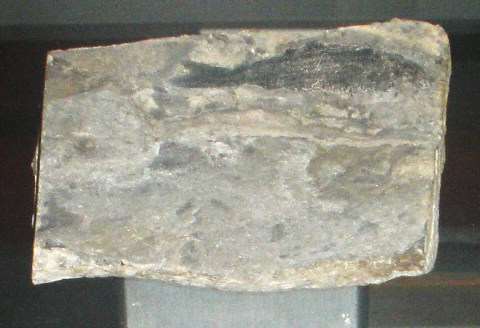
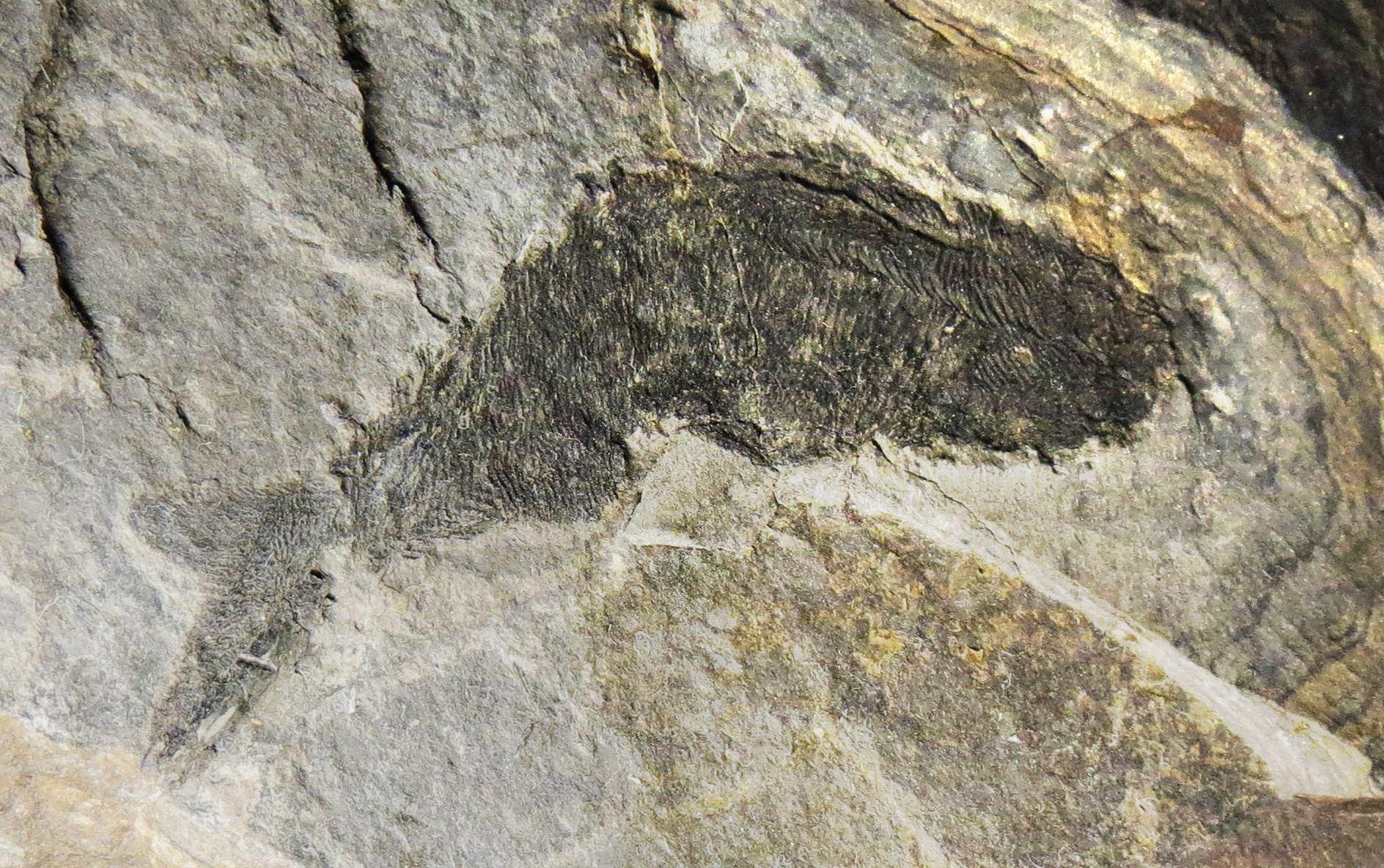
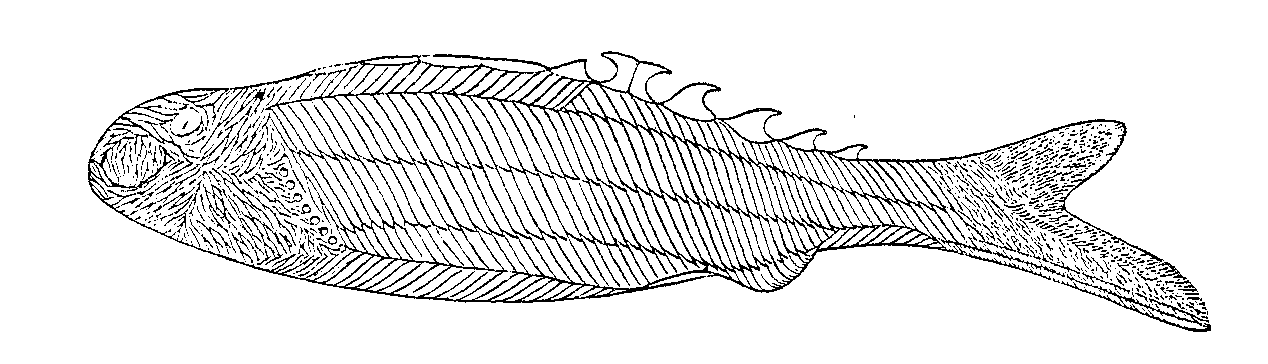